# Anathamna
Anathamna is een geslacht van vlinders uit de onderfamilie Olethreutinae van de familie bladrollers (Tortricidae). De wetenschappelijke naam van het geslacht is voor het eerst geldig gepubliceerd in 1911 door Edward Meyrick.
De typesoort van het geslacht is Anathamna ostracitis Meyrick, 1911

## Soorten
- Anathamna anthostoma
- Anathamna chionopyra
- Anathamna megalozona
- Anathamna neospermatophaga
- Anathamna ostracitis
- Anathamna plana
- Anathamna spermatophaga
- Anathamna syringias